# Dover (Idaho)

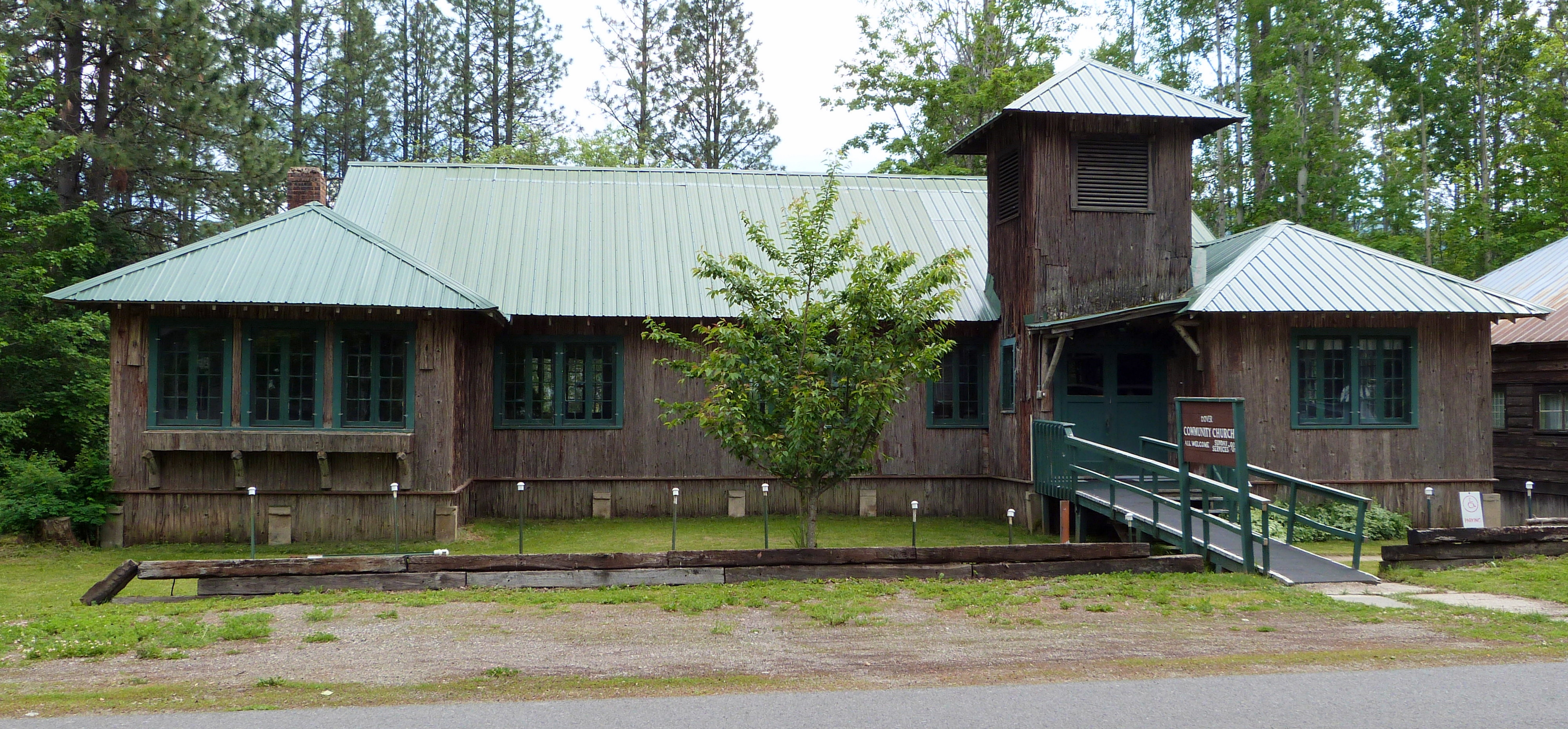
L'historique Église de Dover à Dover, mai 2015

Pour les articles homonymes, voir Dover.
Dover est une ville du comté de Bonner, dans l’État de l’Idaho, aux États-Unis. Sa population s’élevait à 556 habitants lors du recensement de 2010, estimée à 735 habitants en 2017.

## Démographie
| Groupe            | Dover | Idaho | États-Unis |
| ----------------- | ----- | ----- | ---------- |
| Blancs            | 96,8  | 89,1  | 72,4       |
| Métis             | 1,6   | 2,5   | 2,9        |
| Autres            | 0,7   | 5,9   | 19,0       |
| Amérindiens       | 0,5   | 1,4   | 0,9        |
| Asiatiques        | 0,4   | 1,2   | 4,8        |
| Total             | 100   | 100   | 100        |
|                   |       |       |            |
| Latino-Américains | 2,5   | 11,2  | 16,7       |

Selon l'American Community Survey pour la période 2011-2015, 98,71 % de la population âgée de plus de 5 ans déclare parler l'anglais à la maison, 0,91 % déclare parler l'espagnol et 0,39 % le tagalog.
| 1990 | 2000 | 2010 | - | - | - |
| ---- | ---- | ---- | - | - | - |
| 294  | 342  | 556  | - | - | - |

## Source
- (en) Cet article est partiellement ou en totalité issu de l’article de Wikipédia en anglais intitulé « Dover, Idaho » (voir la liste des auteurs).